# Ksawerów (województwo dolnośląskie)
Ksawerów (niem. Zwecka, 1816; Erlbachtal, 1941) – kolonia w Polsce, w województwie dolnośląskim, w powiecie zgorzeleckim, w gminie Sulików.
Ksawerów to niewielka kolonia leżąca na Pogórzu Izerskim, na południowo-zachodnim skraju Wysoczyzny Siekierczyńskiej, w Obniżeniu Zawidowa, na wysokości około 220–230 m n.p.m.
W latach 1975–1998 kolonia administracyjnie należała do województwa jeleniogórskiego.
Do 2023 r. miejscowość była kolonią wsi Wilka.

## Zabytki
Do wojewódzkiego rejestru zabytków wpisany jest:
- zespół pałacowy w Ksawerowie, z 1820 r.:
  - pałac
  - park